# Wickliffe (Ohio)
Wickliffe es una ciudad ubicada en el condado de Lake en el estado estadounidense de Ohio. En el Censo de 2010 tenía una población de 12750 habitantes y una densidad poblacional de 1.056,4 personas por km².

## Geografía
Wickliffe se encuentra ubicada en las coordenadas 41°36′23″N 81°28′5″O / 41.60639, -81.46806. Según la Oficina del Censo de los Estados Unidos, Wickliffe tiene una superficie total de 12.07 km², de la cual 12.01 km² corresponden a tierra firme y (0.45%) 0.05 km² es agua.

## Demografía
Según el censo de 2010, había 12750 personas residiendo en Wickliffe. La densidad de población era de 1.056,4 hab./km². De los 12750 habitantes, Wickliffe estaba compuesto por el 92.78% blancos, el 4.48% eran afroamericanos, el 0.09% eran amerindios, el 0.83% eran asiáticos, el 0.01% eran isleños del Pacífico, el 0.2% eran de otras razas y el 1.62% pertenecían a dos o más razas. Del total de la población el 1.21% eran hispanos o latinos de cualquier raza.